# Aldover (kommun)
Aldover är en kommun i Spanien.   Den ligger i provinsen Província de Tarragona och regionen Katalonien, i den östra delen av landet, 400 km öster om huvudstaden Madrid. Antalet invånare är 1 277. Arean är 20,2 kvadratkilometer. Aldover gränsar till Alfara de Carles, Tivenys, Tortosa och Xerta. 
Terrängen i Aldover är platt.